# 液晶高分子
液晶高分子（えきしょうこうぶんし、Liquid-crystal_polymer）は液晶を形成した高分子である。高分子液晶、液晶性高分子などとも呼ばれる。

## 解説
主鎖型、側鎖型、複合型という構造に分類される。
- 主鎖型 - 液晶性を発現するような剛直な部位（メソゲンとも呼ばれる）を主鎖に導入したもの。
- 側鎖型 - 側鎖に液晶性を発現するような剛直な部位を導入したもの．単体で液晶になるような分子を柔らかい鎖にくくりつけたような構造をとる。
- 複合型 - 両者に液晶性を発現するような剛直な部位を導入したもの。

また、
- サーモトロピック（熱溶融型）液晶 - 加熱溶融することによって、液晶状態になるもの。液晶ポリマー（LCP）を参照。
- リオトロピック（溶液型）液晶 - 溶液状態にすることによって、液晶状態になるもの。

という分類もある。
液晶状態から紡糸することによって（液晶紡糸）、分子を規則正しく配列させることができるという性質をいかし、ケブラーやベクトラなどのように高強度繊維として使われるものがある。